# 言の葉舞い散る夏の風鈴
『言の葉舞い散る夏の風鈴』は、シルキーズプラス DOLCEより2018年12月21日発売の18禁美少女アドベンチャーゲーム。

## あらすじ
声優部に入った主人公達は学生声優グランプリに挑む。

## 登場人物
波瀬 督（はぜ おさむ）
本作の主人公。成り行きで声優部に入る。
真額 詞葉（まぬか ことは）
声 - 桜川未央
プロの声優『日華こころ』として活動している同級生。
野原 ゆう（のばら ゆう）
声 - 遥そら
1年生で声優を目指す。
菩提樹 仰子（りんでん あおこ）
声 - くすはらゆい
菩提樹財閥の令嬢で演劇部のオーディションを受けたが落選して声優同好会を作った。
百花 奏（ひゃっか かなで）
声 - 秋野花
素人ながら声優コンテストに参加し、入賞する。足が悪く、車椅子を用いて生活している。

## スタッフ
- キャラクターデザイン・原画 - ひなたもも
- シナリオ - 範乃秋晴